# Freihunger Störung
Die Freihunger Störung ist eine Störungslinie im Oberpfälzischen Hügelland. Dabei handelt es sich um eine Aufschiebung mit bis zu 1 300 m Sprunghöhe.